# Mare de Déu de Montserrat de Fígols de la Conca
La Mare de Déu de Montserrat de Fígols de la Conca és una capella de Tremp (Pallars Jussà) protegida com a Bé Cultural d'Interès Local.

## Descripció
La capella de la Mare de Déu de Montserrat està situada als afores de Fígols de Tremp, en la direcció est.
Es tracta d'una capella de planta rectangular, d'una petita nau amb volta de canó rebaixada i impostes a l'arrencada de l'arc de la façana principal. Aquesta, endarrerida del paredat de pedres, presenta un mur d'obra arrebossat en el que s'obre una porta i dues petites finestres, les tres emblanquinades en els seus perfils.
La resta de l'aparell és de carreus de diferents dimensions i disposats d'una manera irregular.
La coberta és de lloses de pedra.

## Història
Data a la llinda esborrada.